# Ludovico Taverna
Ludovico Taverna (Milano, 1535 – Milano, 3 gennaio 1617) è stato un vescovo cattolico italiano.

## Biografia
Nato a Milano nel 1535, era figlio illegittimo di Francesco Taverna, I conte di Landriano, cancelliere ducale.
Legittimato dal padre ed intrapresa la carriera ecclesiastica, il 9 dicembre 1579 fu nominato vescovo di Lodi da papa Gregorio XIII; ricevette la consacrazione episcopale il 12 marzo dell'anno successivo.
Durante il suo lungo episcopato si assentò da Lodi per due volte: ricoprì infatti la carica di nunzio apostolico in Spagna dal gennaio 1582 all'11 dicembre 1585 e di nunzio apostolico a Venezia dal 26 febbraio 1592 al 23 febbraio 1596.
Rinunciò all'episcopato laudense per motivi di salute nel 1616, all'età di 81 anni. Si spense il 3 gennaio dell'anno successivo.

## Genealogia episcopale
La genealogia episcopale è:
- Arcivescovo Filippo Archinto
- Papa Pio IV
- Cardinale Giovanni Antonio Serbelloni
- Vescovo Ludovico Taverna

## Opere
- (LA) Decreta, edita et promulgata in synodo dioecesana Laudensi, Milano, Pacifico Da Ponte, 1591.